# エアタクシー

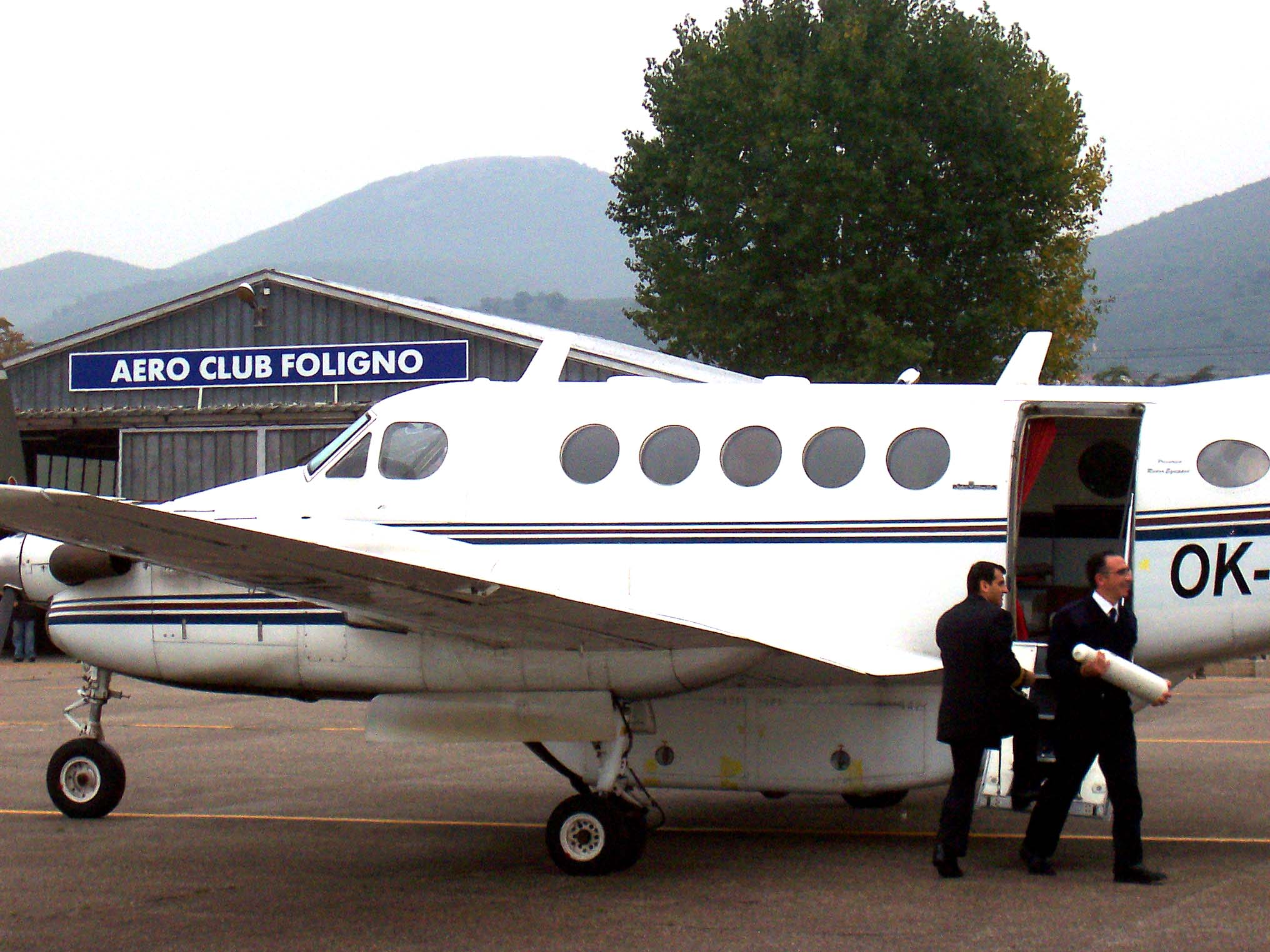
エアタクシーに使用されるビーチクラフト キングエア

エアタクシー（英: air taxi）とは、操縦士と機体とを貸し切る形で少人数の旅客を輸送する『不定期/目的地間直行運航』形態の航空会社で通常、旅客が任意の目的地を指定できる。

## 概要

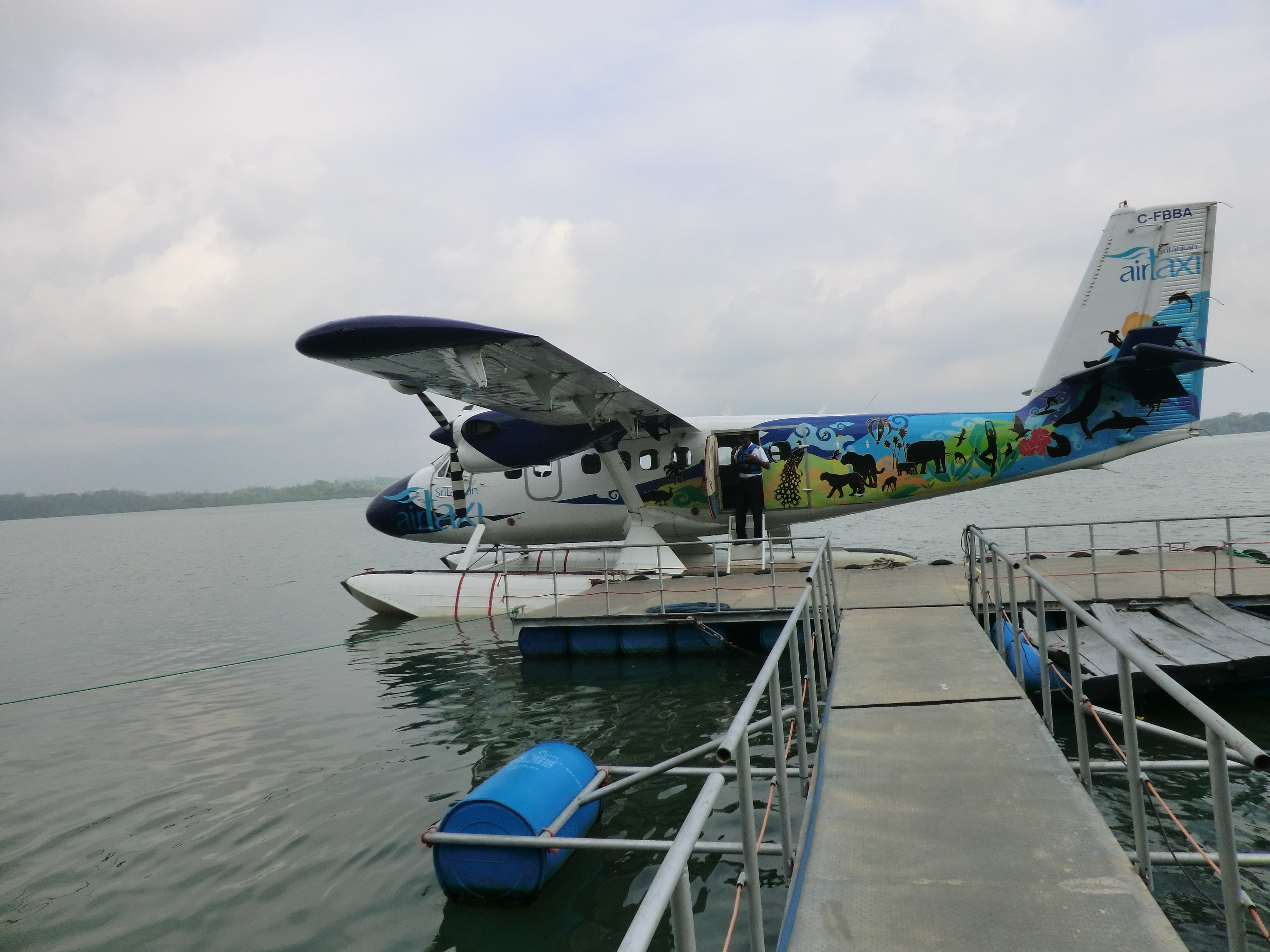
デ・ハビランド・カナダ DHC-6による水上エアタクシー

一種のチャーター便であるが、旅行会社や大手航空会社を仲介せず、利用者が運航事業者やパイロットと直接取引し航空機を貸し切る形態である。航空機を使用するため自動車タクシーのような「流し営業」は不可能であり、事前に予約する必要がある。
国土が広大で人口密度の低い国において、鉄道などの交通機関や定期便の運行が少ない地域で運航される。島が多い東南アジアでは水上機による運航も行われている。
アメリカ合衆国やカナダでは地方路線の代わりとしても利用されており、ImagineAirやPropairのようなエアタクシー会社が多数存在している。アメリカの業界団体としてエアタクシー協会がある。
アメリカなどでは有視界飛行方式 (VFR) の場合、特定の空域を除き飛行計画の通報の必要がなく、提出する場合でもオンラインで予定日の前日か数日前まで受け付けていることから利便性が高く、小型機によるエアタクシーが多く利用されている。
中小企業が多くチャーター便の運航など他の航空ビジネスも行っていることが多いが、ヴァージン・グループはチャーター便を取り扱う子会社で、全日空ではビジネスジェットの運航ノウハウを有する双日と共同でANAビジネスジェットを設立している。大手の子会社では定期便との乗り継ぎを想定したをプランを用意するなど、親会社との連携を売りにしたサービスを強みとしている。

## 利用形態
乗客は事前に予約し、当日に空港や飛行場に向かって目的地まで移動する。ヘリコプターなどの垂直離着陸機の場合には任意の場所で乗り降りも可能。
乗り継ぎ利用の場合は、便が早着すれば前倒しで出発、遅延ならば客の到着まで待機するなど柔軟な利用が可能である。
アメリカやカナダなど規制が緩和されている国では、小型機であれば予約無しで当日に利用できる会社も多い。
料金は会社によってまちまちであり、相乗りや往復の利用で割引があるなど様々なプランがある。

## 機体
従来はビーチクラフト クイーンエアのような小型の双発プロペラ機（ビジネス機）による運行が主流であったが、近年では超軽量ジェット機による運行が徐々に拡大しつつある。地方路線の代わりとなっている会社では10人以上乗れる機体も多く利用されているが、セスナ 172やSR22などの定員が4人の単発小型プロペラ機を使った輸送も行われている。3人が乗る場合、1名は副操縦士の席に座ることになる。
滑走路の不要なヘリコプターなどの垂直離着陸機による運行もあり、離島や山間部への路線として利用されている他、ビルの屋上のヘリポートへ直接移動することも可能である。
操縦士の不要な自動操縦による運行も模索される。
エアバスのヘリコプター部門は2017年10月3日に4人乗りマルチコプターである「エアバス・シティエアバス」の推進システムのテストに成功した。シティエアバスは2018年初飛行、2023年の就航を目指している。
Uberは4人乗りで垂直離着陸が可能な電動航空機によるエアタクシー事業の実験を予定している。
ドイツのスタートアップ企業であるLilium（リリウム）は、2人乗りの電動垂直離着陸機の開発を行っており、2025年にはエアタクシー事業を開始すると発表している。
ジョビー・アビエーションのJoby S4エアタクシー2.0は5人乗りeVTOL。日本では、ANAホールディングスと提携し、「空飛ぶクルマ」運航事業への参入を予定、2025年日本国際博覧会を起点に関西圏での運航サービス開始を目指している。

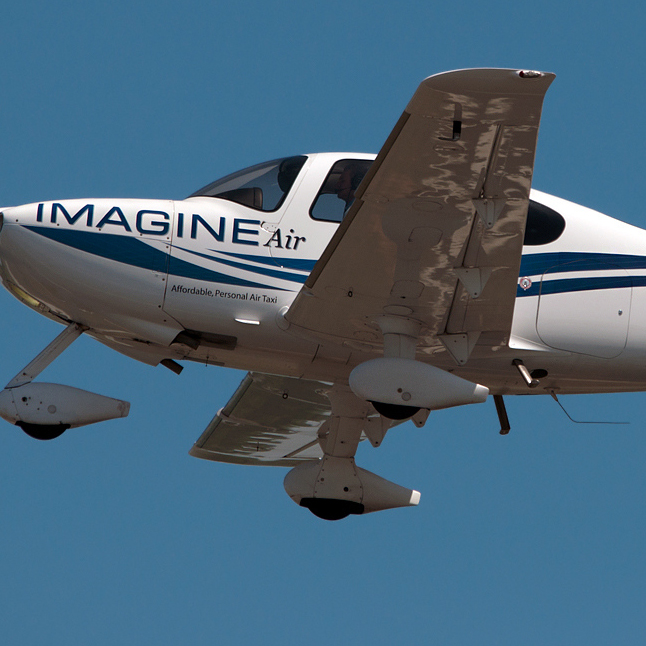
ImagineAirがエアタクシーとして使用しているSR22
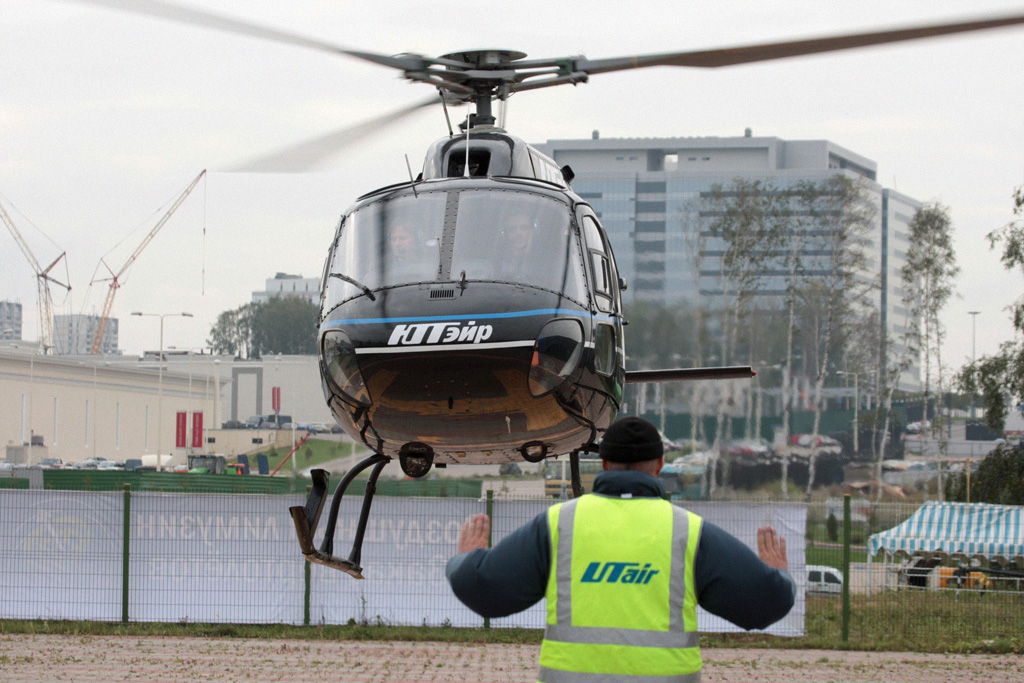
エキュレイユ2を使用するエアタクシー
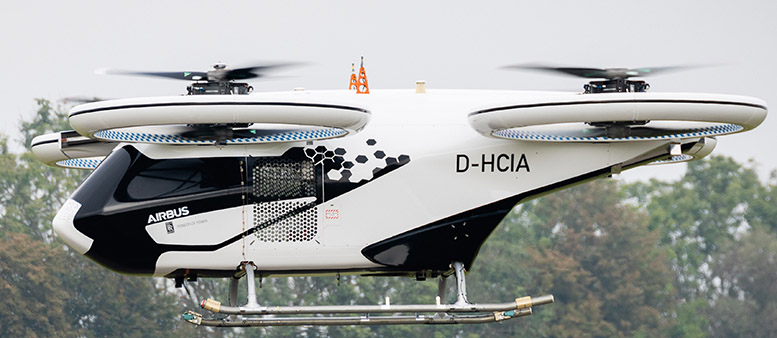
eVTOLエアタクシーのエアバス・シティエアバス